# Athénagoras Ier de Constantinople
 (août 2025).
Pour les articles homonymes, voir Athénagoras.
Athénagoras Ier de Constantinople (en grec Αθηναγόρας Α', en turc Ekümenik Patrik Atinagoras) est né Aristokles Spyrou à Vasilikón (en), près de Ioánnina, dans la région de l'Épire en Grèce, le 25 mars 1886. Il est mort à Istanbul le 7 juillet 1972. Il fut patriarche de Constantinople du 1er novembre 1948 au 7 juillet 1972.

## Enfance et formation
Il était fils du médecin du village de Vassilikon. Sa mère meurt alors qu'il n'avait que treize ans. À l'âge de suivre des études supérieures, il s'inscrit à l'École patriarcale de théologie de Halki (Istanbul, îles des Princes) dont il obtient le diplôme en 1910. Il est ensuite tonsuré moine, il reçoit le nom d'Athénagoras et il est ordonné diacre.

## Au service d'évêques influents
Il devient ensuite l'archidiacre de l'évêque de Pélagonia, puis, un peu plus tard, le secrétaire de l'archevêque Mélétios d'Athènes qui est devenu patriarche œcuménique de Constantinople en 1921.

## Évêque de Corfou
Il est sacré évêque de Corfou en décembre 1922 avant d'avoir eu le temps d'exercer un ministère comme simple prêtre. Pendant son mandat épiscopal à Corfou, il promeut l'usage de l'orgue pendant les offices religieux, alors que c'est contraire à la tradition liturgique orthodoxe, ce qui lui vaut des critiques d'autres évêques. En outre, il a de bonnes relations avec la communauté catholique de l'île et ses rencontres avec l'archevêque catholique Leonardo Printezis sont bien connues.
En 1930, le métropolite Damaskinos, futur régent du trône de Grèce, effectue une visite pastorale en Amérique. À son retour, il recommande au patriarche Photios II la désignation de l'évêque de Corfou pour remplacer l'archevêque Alexandre sur le siège d'archevêque d'Amérique.

## Archevêque d'Amérique
Le 30 août 1930, cette nomination est effective. Le 24 février 1931, Athénagoras prend ses fonctions. Durant son archiépiscopat, il s'adonne à de nombreuses tâches et son action est rendue difficile par les dissensions qui opposent les Grecs d'Amérique entre royalistes et partisans d'Elefthérios Venizélos. Il a le mérite de fonder l'École de théologie de la Sainte-Croix à Brookline.
Pendant toutes ses années passées aux Etats-Unis, il développe d'étroites relations avec des personnalités politiques influentes, dont les futurs présidents Roosevelt (dont il fait la connaissance alors que ce dernier est encore gouverneur de l'Etat de New York), et Truman. Il acquiert également la nationalité américaine, à laquelle il devra toutefois renoncer à la suite de son élection comme Patriarche, la Turquie imposant aux titulaires de ce poste d'avoir la nationalité turque et aucune autre.

## Archevêque de Constantinople et patriarche œcuménique

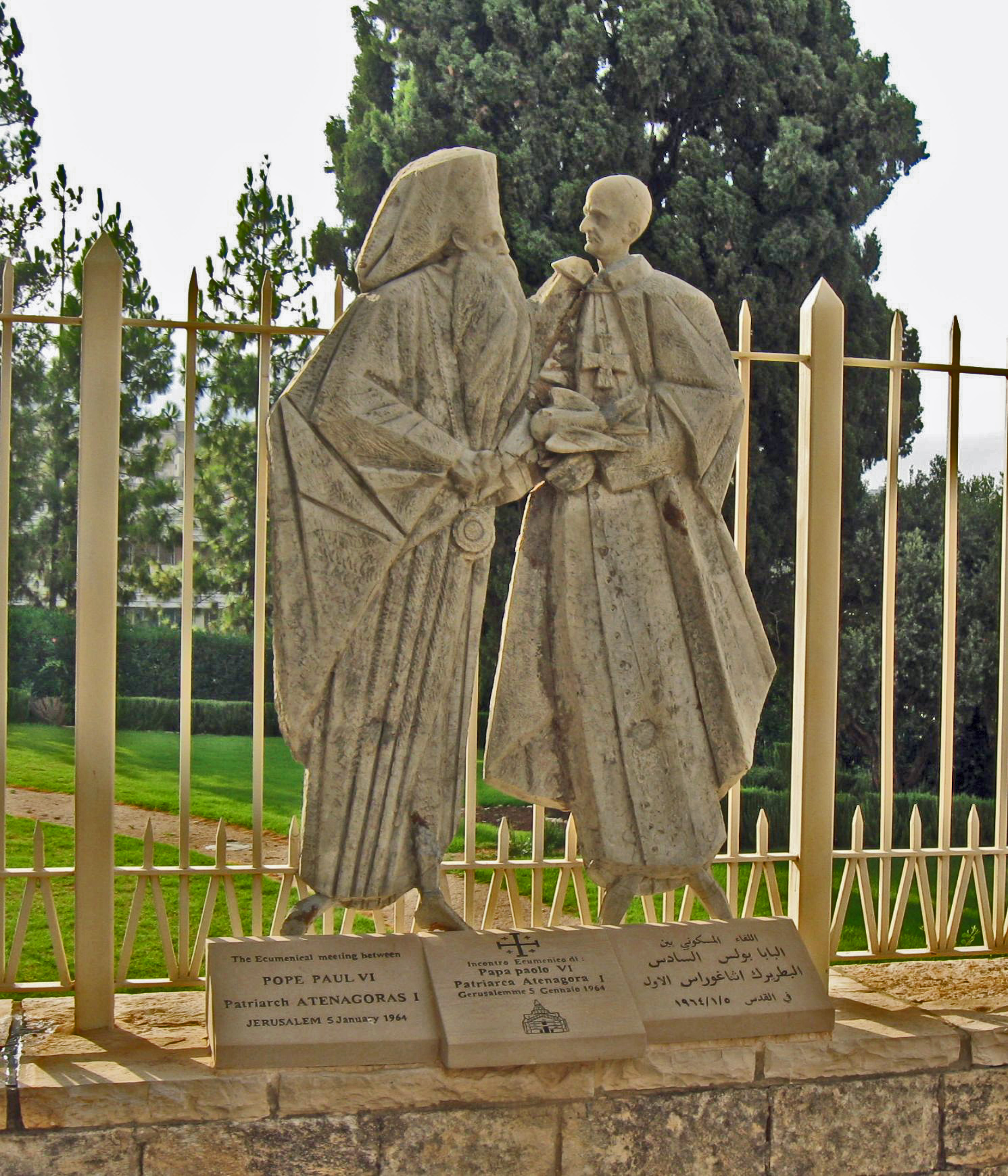
Groupe sculpté commémorant la rencontre de Paul VI et d'Athénagoras.

À la suite de la démission du Patriarche de Constantinople Maxime V le 18 octobre 1948, une élection est organisée pour lui choisir un successeur. Athénagoras est soutenu en coulisses par le gouvernement américain, qui voit d'un bon œil son anticommunisme (Maxime V ayant été accusé -à tort- d'être prosoviétique). Le gouvernement turc pousse également la candidature d'Athénagoras en faisant savoir par avance qu'il ne reconnaîtra en aucun cas une éventuelle élection du Métropolite Joachim de Derkoi, son principal concurrent, l'excluant de facto du processus.
Le 1er novembre 1948, Athénagoras est élu patriarche de Constantinople lors de cette élection controversée, la presse turque considérant que tout était joué d'avance.
Le président Harry Truman, président des États-Unis, met à sa disposition son avion personnel pour lui permettre de se rendre à Istanbul.
Il rencontra le pape Paul VI à Jérusalem en 1964. C'était la première rencontre des primats des Églises de Rome et de Constantinople depuis 1439 (concile de Florence). Les deux primats se rencontrent encore à Istanbul en 1967, puis une nouvelle fois cette même année lors de la visite du patriarche au Vatican. En 1965, ils s'étaient accordés sur la révocation des décrets d'excommunication mutuelle de 1054 : le cardinal Humbert et le patriarche Michel Cérulaire s'étaient mutuellement excommuniés à Sainte-Sophie et il s'en était suivi une rupture durable de communion entre les deux Églises.

## Franc-maçonnerie
Le site web de la Grande Loge de Grèce le donne comme franc-maçon, et  selon Les Cahiers Villard de Honnecourt, publication officielle de la Grande Loge nationale française, dans un article de Bertrand Heyraud, « Un regard différent sur la spiritualité », il a atteint le 33e degré du Rite écossais ancien et accepté.